# Центральна Америка

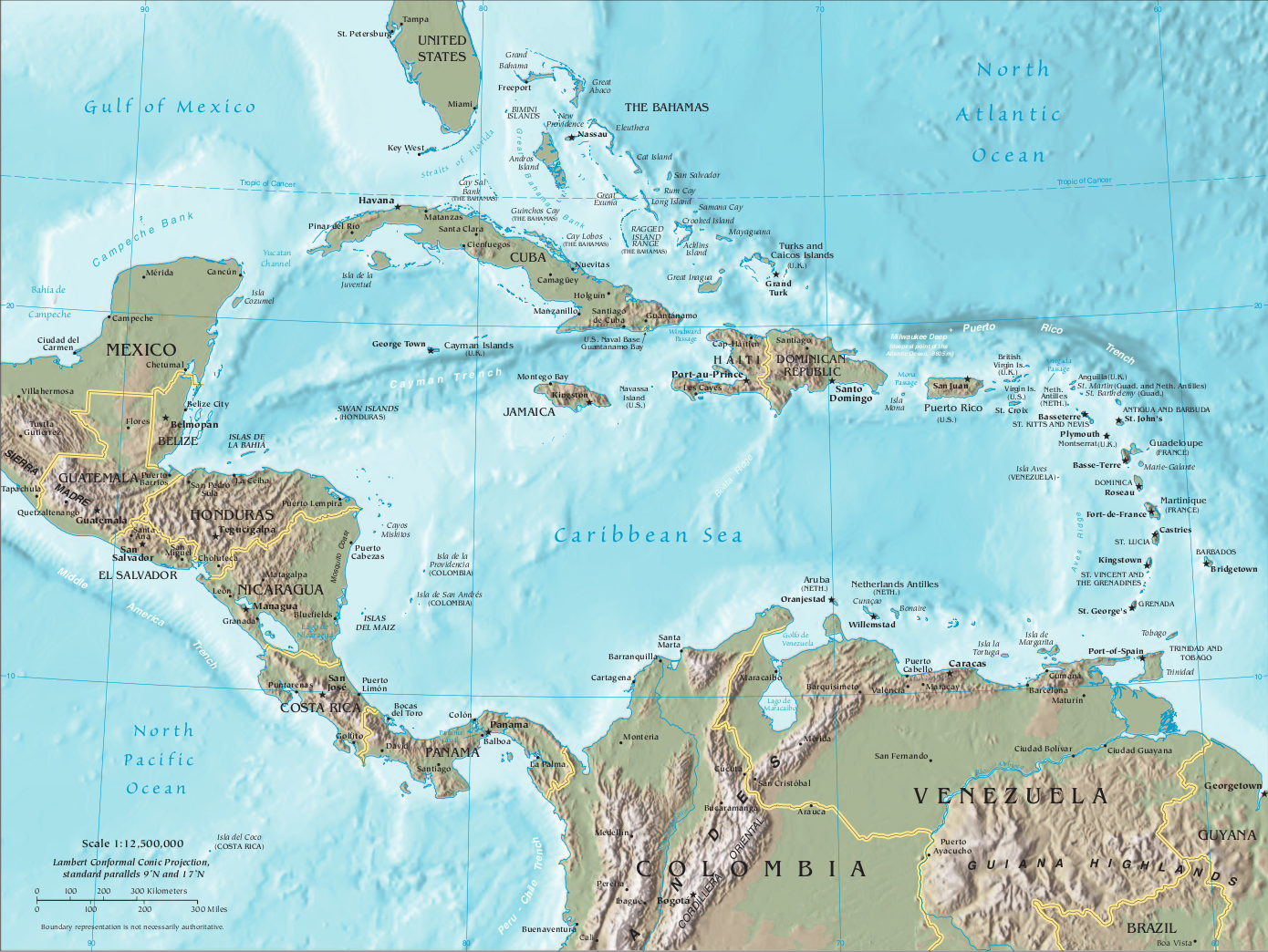
Карта Центральної Америки

Центра́льна Аме́рика — географічний регіон у центральній частині Америки. Його часто розглядають або як самостійну частину Америки, або як південну частину Північної Америки.
Центральна Америка (ісп. América Central, Centroamerica, América Del Centro, англ. Central America) є найпівденнішою частиною північноамериканського континенту, який з'єднується з Південною Америкою на південному сході. Центральна Америка межує з Мексикою на півночі, Колумбією на південному сході, Карибським морем на сході, та Тихим океаном на заході.
Об'єднане населення Центральної Америки становить між 41 739 000 (оцінка 2009 року) і 42 688 190 (оцінка 2012 року).
Центральна Америка посідає площу землі 523 780 квадратних кілометрів (202 230 квадратних миль), або майже 0,1% поверхні Землі. Вона є частиною месоамериканської зони біорізноманіття, яка простягається від півночі Гватемали крізь центральну Панаму. Через наявність декількох активних геологічних розломів і Центрально-американської вулканічної дуги, у регіоні є багато сейсмічної активності. Виверження вулканів і землетруси відбуваються часто; ці стихійні лиха призвели до втрати багатьох життів і великої кількості майна.
У доколумбову епоху, Центральну Америку було заселено корінними народами Месоамерики на півночі і заході та Істмо-колумбійських народів на півдні і сході. Незабаром після плавань Христофора Колумба до Америки, іспанці почали колонізацію Північної та Південної Америк. Від 1609 до 1821 року, велика частина території у межах Центральної Америки, за винятком земель, які стануть Белізом і Панамою-управлялася як генерал-капітанством Гватемали. Після досягнення незалежності від Іспанії 1821 року, колишнє генерал-капітанство було приєднано до Першої мексиканської імперії, але незабаром відокремилося від Мексики, щоб сформувати Федеральну Республіку Центральної Америки, яка існувала з 1823 по 1838. Сім штатів, нарешті, стали незалежними автономними країнами, починаючи з Нікарагуа, Гондурасу, Коста-Рики і Гватемали (1838), а відтак, Сальвадор (1841), Панама (1903) і, нарешті, Беліз (1981).

## Країни Центральної Америки
До Центральної Америки традиційно відносять такі країни:
| Країна чи територія | Площа (км²) | Населення (оцінка 2008) | Щільність населення (на км²) | Столиця       |
| ------------------- | ----------- | ----------------------- | ---------------------------- | ------------- |
| Центральна Америка  |             |                         |                              |               |
| Беліз               | 22 966      | 307 000                 | 13,4                         | Бельмопан     |
| Гватемала           | 108 889     | 14 027 000              | 128,8                        | Гватемала     |
| Гондурас            | 112 492     | 7 466 000               | 66,4                         | Тегусігальпа  |
| Коста-Рика          | 51 100      | 4 579 000               | 89,6                         | Сан-Хосе      |
| Нікарагуа           | 130 373     | 5 743 000               | 44,1                         | Манаґуа       |
| Панама              | 75 417      | 3 454 000               | 45,8                         | Панама        |
| Сальвадор           | 21 041      | 6 163 000               | 293,0                        | Сан-Сальвадор |

Гватемала, Гондурас, Нікарагуа, Коста-Рика і Панама мають вихід як до Тихого океану, так і до Карибського моря, Сальвадор — тільки до Тихого океану, Беліз — тільки до Карибського моря.

## Історія
У доколумбову епоху, північні райони Центральної Америки було заселено корінними народами Месоамерики.

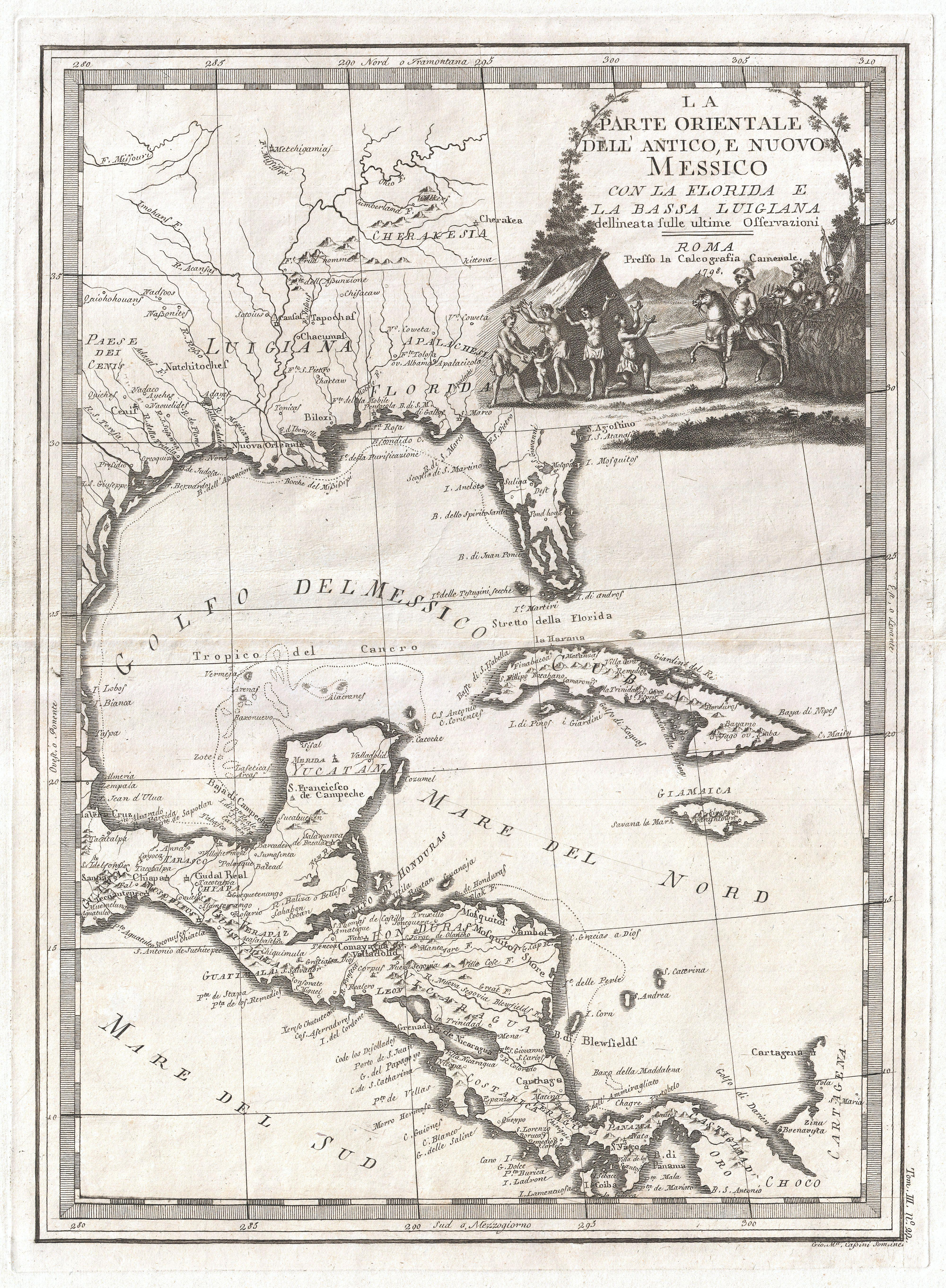
1798 Cassini Map of Florida, Louisiana, Cuba, and Central America - Geographicus - MessicoFlorida-cassini-1798

Найбільш помітним серед них були мая, які побудували численні міста по усьому регіону, і ацтеки, які створили величезну імперію.
Після подорожі Христофора Колумба до Америки, Іспанія послала багато експедицій у цей регіон, і вони почали своє завоювання території мая 1523 року. Незабаром, після завоювання імперії ацтеків, іспанський конкістадор Педро де Альварадо почав завоювання північної Центральної Америки для Іспанської імперії. Починаючи з його прибуття у Соконуско 1523 року, сили Альварадо систематично завоювали та підпорядкували більшість великих царств мая, в тому. До 1528 року, завоювання Гватемали було майже завершено. Останні незалежні королівства Мая, було остаточно розбито 1697 року.
1538 року Іспанія створила Audiencia Реаль-де-Панама, яка мала юрисдикцію по усій землі від Магеланової протоки до затоки Фонсека. Ця область охоплювала нинішні території Коста-Рики, Сальвадору, Гватемали, Гондурасу, Нікарагуа та мексиканського штату Чіапас, але за винятком земель, які стануть пізніше Белізом і Панамою. Президент Audiencia, який мав своє місце в Антигуа-Гватемала, був губернатором усієї області. 1609 року район став генерал-капітанством.
Генерал-капітанство Гватемала проіснувало понад два століття, але почало занепадати після повстання 1811 року, яке почалося в інтендантській службі Сан-Сальвадор. Генеральне Капітанство офіційно припинило своє існування 15 вересня 1821 року з підписанням Акту про незалежність Центральної Америки. Мексиканську незалежність було досягнуто, практично одночасно, з підписанням Договору Кордова та Декларації про незалежність мексиканської імперії, і весь регіон став, нарешті, вільним від іспанської влади від 28 вересня 1821 року.
З часу своєї незалежності від Іспанії, з 1821 року по 1823, колишнє генерал-капітанство залишилося недоторканим, як частина недовговічної Першої мексиканської імперії. Коли імператора Мексики був повалено 19 березня 1823 року, Центральна Америка знову стала незалежною. Станом на 1 липня 1823 року, Конгрес Центральної Америки мирно відокремився від Мексики й оголосив абсолютну незалежність від усіх іноземних держав, та область сформувала Федеративну Республіку Центральної Америки.
Федеративна Республіка Центральної Америки, була представницькою демократією зі столицею у місті Гватемала. Цей союз складався з провінцій Коста-Рики, Сальвадору, Гватемали, Гондурасу, Лос-Альтос, Москітвого берегу, і Нікарагуа.
Землі, які натепер (2010 р.), складають Беліз, були предметом суперечок, які тривали протягом десятиліть після того, як Гватемала домоглася незалежності. Іспанія, а відтак Гватемала, вважали цю землю Гватемальською провінцією. 1862 року, Велика Британія офіційно оголосила її британською колонією з назвою - Британський Гондурас. Вона стала незалежною як Беліз, 1981 року.
Панама, розташована у південній частині Центральної Америки на Панамському перешийку, протягом більшої частини своєї історії, була культурно пов'язана з Південною Америкою. Панама була частиною провінції Тьєрра Фірме від 1510 до 1538 року, коли потрапила під юрисдикцію новоствореної Audiencia Реаль-де-Панама. Починаючи з 1543 року, Панама існувала у рамках Перу, поряд з усіма іншими іспанськими володіннями у Південній Америці. Панама залишалася в складі віце-королівства Перу до 1739 року, коли її було перейменовано у Нову Гранаду, столицю якої, було розташовано у Санта-Фе-де-Богота. Панама залишалася у складі Нової Гранади до розпуску цього намісництва 

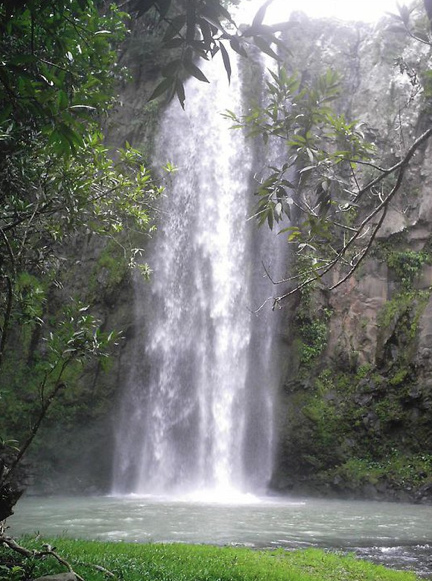
Сальвадор

1819 року. Низка військових і політичних подій, призвела до виникнення 1822 року республіки Велика Колумбія. Після розпаду Великої Колумбії 1830 року, Панама стала частиною держави-наступника, Республіки Нова Гранада. З 1855 до 1886 року, Панами не існувало як держави, у першу чергу, на території Республіки Нова Гранада, а потім у рамках Гранадської Конфедерації і, нарешті, у Сполучених Штатах Колумбії. Сполучені Штати Колумбії було замінено на Республіку Колумбія 1886 року. У складі Республіки Колумбія, державу Панама було скасовано, і вона стала Департаментом. Зважаючи на численні політичні реорганізації, (Колумбія і раніше глибоко страждала від конфліктів), які у кінцевому підсумку, призвели до відокремлення Панами 3 листопада 1903 року. Лише після цього часу, деякі країни починають розглядати Панаму як американський суб'єкт Північної або Центральної Америки.
Після більш ніж двох сотень років соціальних хвилювань, насильницьких конфліктів і революцій, Центральна Америка сьогодні (на початку XXI століття) залишається у періоді політичної трансформації. Бідність, соціальна несправедливість і насильство, як і раніше широко поширено. Нікарагуа є другою найбіднішою країною у Західній півкулі (лише Гаїті, є біднішими). 

## Географія
Центральна Америка є вузьким перешийком між Південною та Північною Америками, з унікальними і різноманітними географічними особливостями. Тихий океан знаходиться на південний захід, Карибське море розташовано на північному сході, а також, Мексиканська затока лежить на півночі. 
Тектонічна долина річки Бальсас біля південного краю Мексиканського нагір'я є північною природною межею Центральної Америки, Дар'єнський перешийок — південною межею, але іноді північною межею вважають Теуантепекський перешийок, південною — Панамський перешийок.
Найбільші озера — Нікарагуа (8264 км²), Манагуа (1035 км²), Ісабаль (590 км²), Атітлан (126 км²), Ілопанго (72 км²), Гуїха (45 км²). Найбільші річки — Усумасінта (960 км), Коко (750 км), Мотаґуа (486 км), Ріо-Гранде (430 км), Лемпа (422 км), Прінсаполька (330 км), Беліз (290 км).
З багатьох гірських хребтів у межах Центральної Америки, найдовшим є Сьєрра-Мадре-де-Чіапас, Кордильєра Ізабель 

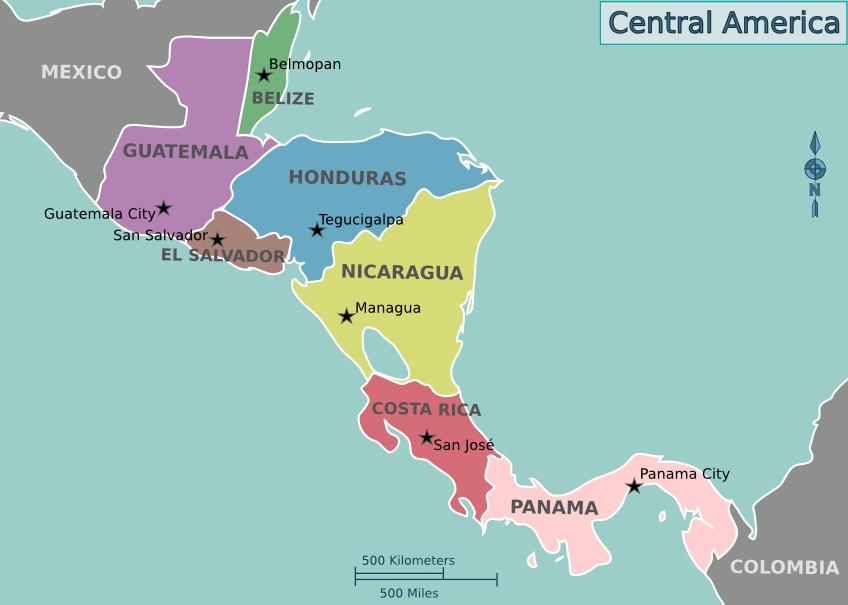
Map of Central America

і Кордильєра-де-Таламанка. Найвищий пік у Центральній Америці це Тахумулько — 4220 метрів (13 850 футів) над рівнем моря.
Між гірськими хребтами лежать родючі долини, які підходять для розвитку тваринництва та виробництва кави, тютюну, бобів й інших культур. Велика частина населення Гондурасу, Коста-Рики і Гватемали, живе у долинах.
Вітри дуже впливають на клімат Центральної Америки. Температури у Центральній Америці, є найвищими, незадовго до літнього сезону дощів і є найнижчими, протягом сухого сезону взимку, коли вітри сприяють більш прохолодному клімату. Найвищі температури бувають у квітні, завдяки більш високому рівню сонячного світла, більш низької хмарності та зменшення пасатів.

## Біорізноманіття

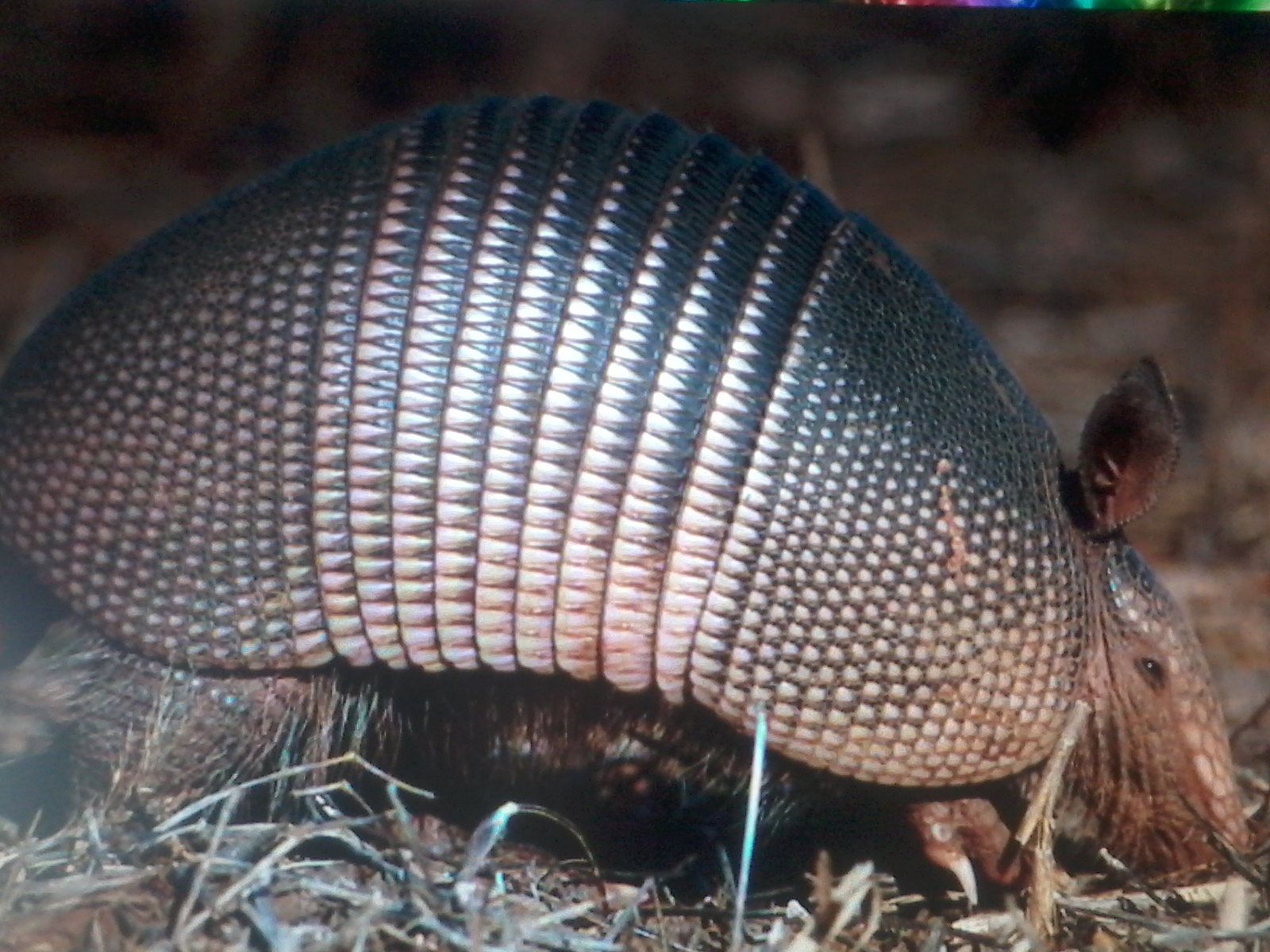
Броненосець

Центральна Америка є частиною месоамериканської зони біорізноманіття, та може похвалитися 7% біорізноманіття світу. Тихоокеанський пролітний шлях є одним з основних північно-південних пролітних шляхів перелітних птахів у Північній та Південній Америці, що тягнеться від Аляски до Вогняної Землі. Завдяки лійкоподібній формі її суші, перелітних птахів, можна побачити у дуже високих скупченнях у Центральній Америці, особливо навесні і восени. Однак, південні країни (Коста-Рика і Панама) регіону, мають більше біорізноманіття, ніж північні країни (Гватемала та Беліз), а центральні країни (Гондурас, Нікарагуа та Сальвадор) мають найменше біорізноманіття.
Понад 300 видів флори та фауни регіону, знаходяться під загрозою, 107 з яких класифікуються як ті, що є під загрозою зникнення. Основоположна проблема це вирубка лісів; за оцінками ФАО на рівні 1,2 % на рік у Центральній Америці та Мексиці разом узятих, фрагментація тропічних лісів і той факт, що 80% рослинного покриву у Центральній Америці вже було перетворено під сільське господарство.

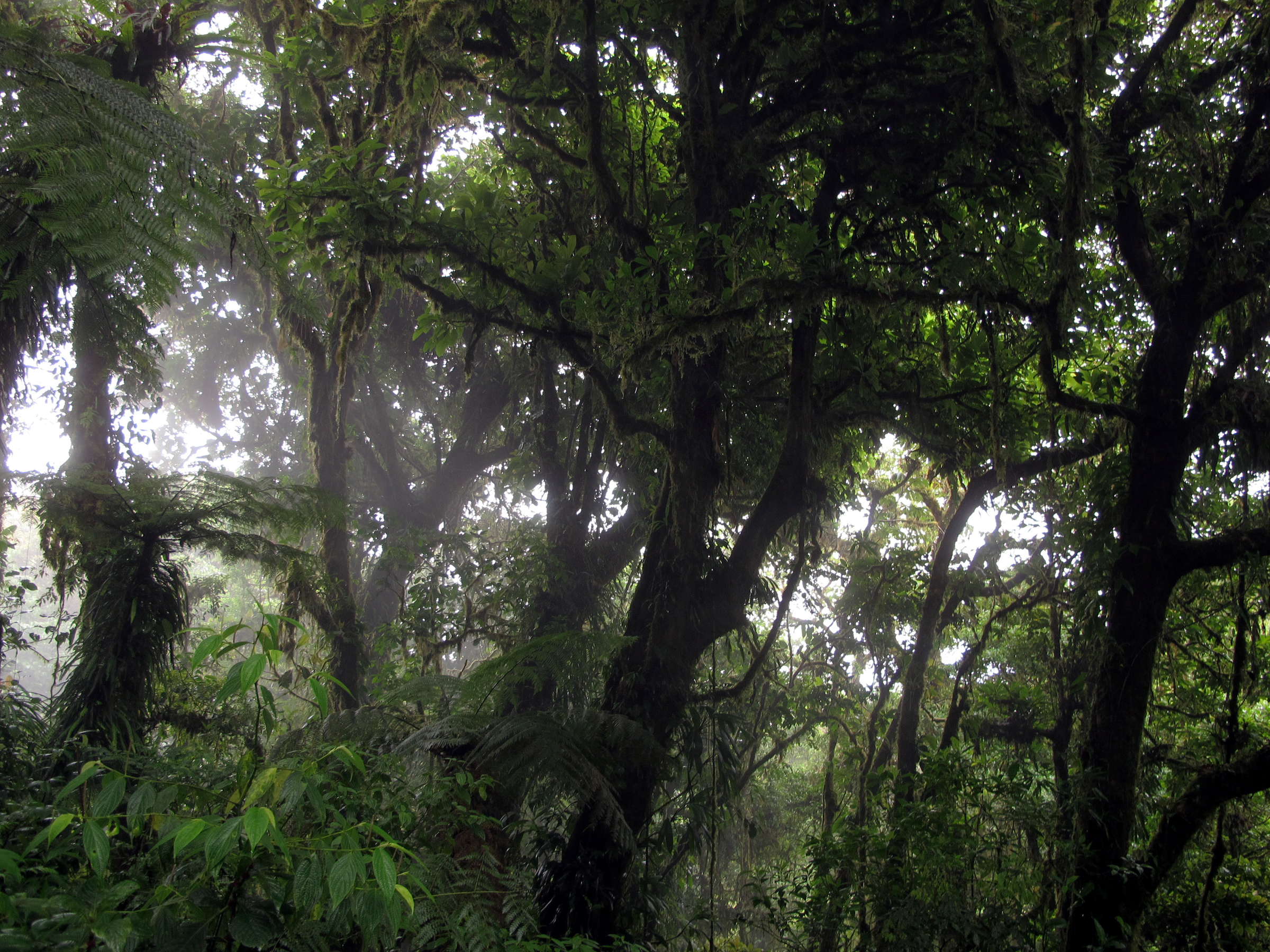
Monteverde bosque

Зусилля з охорони фауни і флори у регіоні, направлено на створення екорегіонів і природних заповідників. Близько 36% суходолу Белізу підпадає під яку-небудь форму офіційного охоронного статусу, даючи Белізу одну з найбільших систем охоронних територій суші у Північній та Південній Америках. Крім того, 13 % морської території Белізу, також захищено. Великий кораловий риф тягнеться від Мексики до Гондурасу. Белізький бар'єрний риф є домівкою для великої різноманітності рослин і тварин, а також, є одним з найрізноманітніших екосистем світу. Він є домом для 70 твердих видів коралів, 36 м'яких видів коралів, 500 видів риб і сотень видів безхребетних.